# Іолай
Іола́й (грец. Iolaos) — син Іфікла й Автомедуси, небіж, вірний товариш і супутник Геракла. На Олімпійських іграх здобув нагороду в змаганнях на колісниці, запряженій Геракловими кіньми. Заснував у Сардинії колонію, де згодом йому почали віддавати божественну шану. У Фівах відправляли так звані іолаї на честь Іолая й Геракла. У перший день свят складали жертви, на другий день проводили спортивні ігри.

## У популярній культурі
- Відомим став образ Іолая, який втілив новозеландський актор Майкл Герст у телесеріалах «Геркулес: Легендарні подорожі» (1995-1999) та «Ксена: принцеса-воїн» (1995-2001).

## Галерея

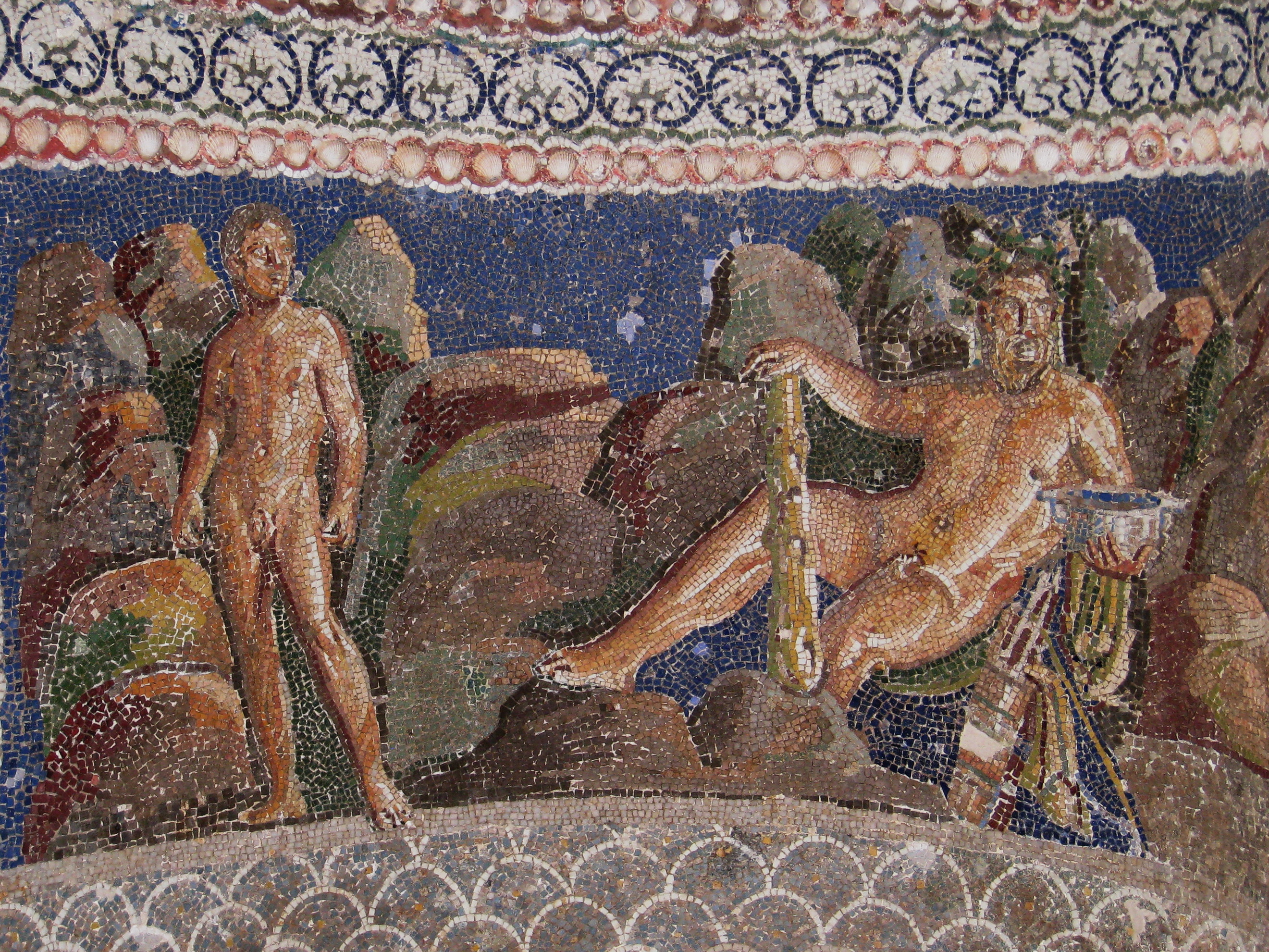
Геркулес та Іолай. Мозаїка фонтану з Німфею Анціо, Національний римський музей
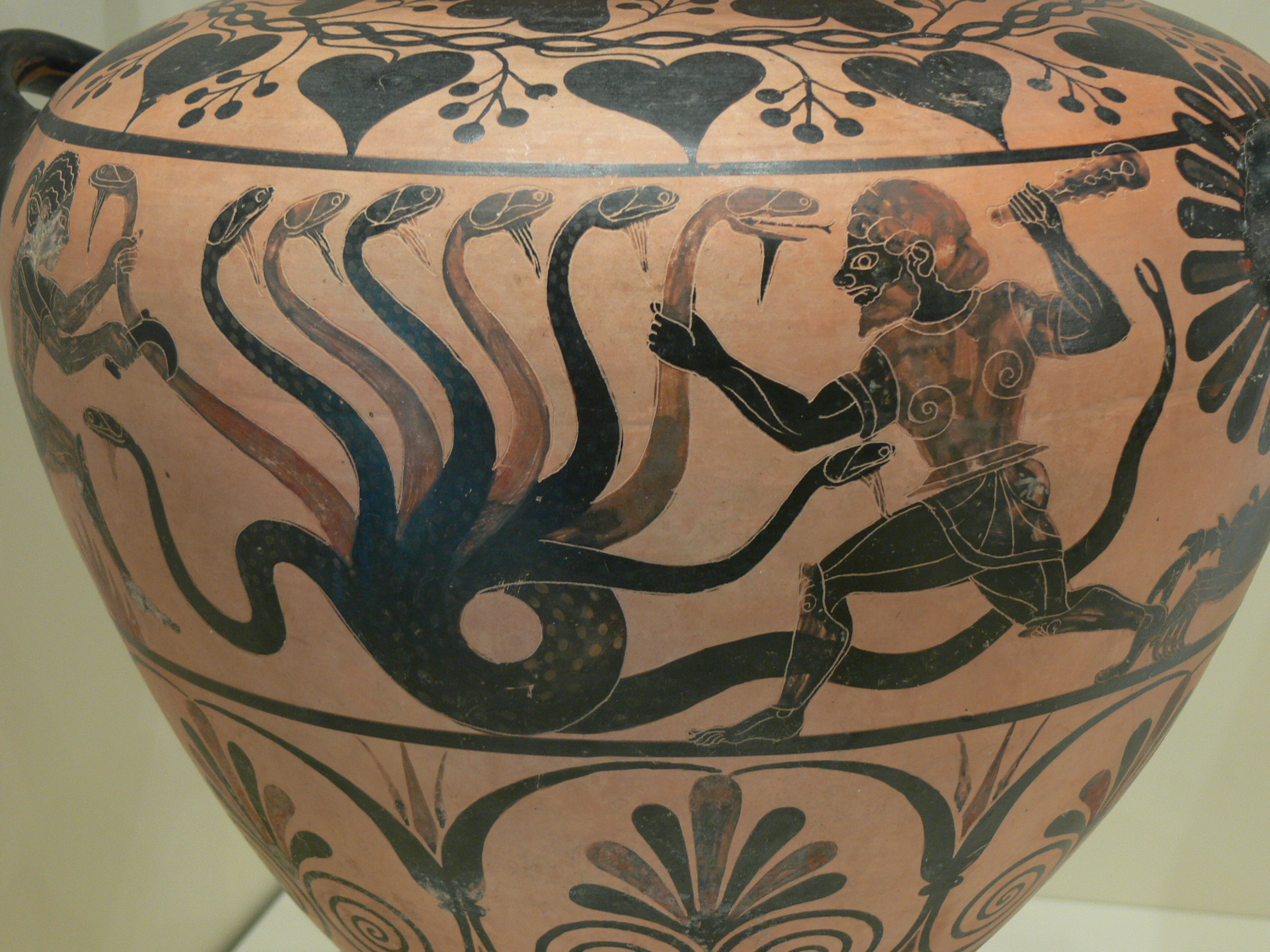
Геракл та Іолай борються з гідрою. Зображення на етруській керетанській чорнофігурній гідрії, Музей Гетті (між 520 та 510 до н.е.)